# Sioux Township (comté de Clay, Iowa)
Sioux Township est un township du comté de Clay, situé en Iowa, États-Unis. La population était de 395 habitants lors du recensement de 2000. 

## Géographie
Sioux Township couvre 78,87 km² du comté de Clay et ne comporte aucune ville].